# Bhatakatiya
Bhatakatiya (en népalais : भटाकाटीया) est un comité de développement villageois du Népal situé dans le district d'Achham. Au recensement de 2011, il comptait 4 653 habitants.